# Parafia Zaśnięcia Najświętszej Marii Panny w Warszawie
Parafia Zaśnięcia Najświętszej Marii Panny w Warszawie – parafia greckokatolicka w Warszawie, w dekanacie warszawsko-łódzkim archieparchii przemysko-warszawskiej. Założona w 1784; ponownie 1938. Mieści się przy ulicy Miodowej 16.